# Stazione di Matsuyama-Machi
La stazione di Matsuyama-Machi (松山町駅?, Matsuyama-Machi-eki) è una stazione ferroviaria situata nella città di Ōsaki, nella prefettura di Miyagi, ed è servita dalla linea principale Tōhoku della JR East.

## Linee ferroviarie
East Japan Railway Company
■ Linea principale Tōhoku

## Struttura
La stazione è costituita da due marciapiedi laterali collegati da sovrappassaggio con due binari passanti. È presente il supporto per la bigliettazione elettronica Suica.
| 1 | ■ Linea principale Tōhoku | per Kogota e Ichinoseki            |
| 2 | ■ Linea principale Tōhoku | per Matsushima, Sendai e Shiroishi |

## Stazioni adiacenti
| «                                                   | Servizio                | »                       |
| Linea principale Tōhoku                             | Linea principale Tōhoku | Linea principale Tōhoku |
| --------------------------------------------------- | ----------------------- | ----------------------- |
| Kashimadai                                          | Locale                  | Kogota                  |
| Il Rapido "Sanriku" e il Rapido diretto non fermano |                         |                         |